# Марк Цейоній Сільван
Марк Цейоній Сільван (лат. Marcus Caeionius Silvanus; між 120 та 125 — після 156) — державний діяч часів Римської імперії, консул 156 року.

## Життєпис
Походив з роду Цейоніїв Коммодів. Син Цейонія Сільвана Старшого, що отримав свій когномен від матерів Плавтії з роду Плавтіїв Сільванів. Про молоді роки Марка Цейонія Сільвана практично нічого невідомо. Його кар'єрі сприяло всиновлення у 136 році імператором Адріаном його двоюрідного брата Луція Цейонія Коммода.
Про сходження Сільвана щаблями державної кар'єри замало відомостей. У 156 році він став консулом разом з Гаєм Серієм Авгуріном. Подальша доля невідома, ймовірно, залишався у сенаті, підтримуючи імператорів Луція Вера та Марка Аврелія.

## Родина
- Марк Цейонія Сільван, дід Марка Цейонія Вара, міського префекта Рима в 284—285 роках.